# Knattspyrnufélagið Víkingur 2023
Questa voce raccoglie le informazioni riguardanti il Knattspyrnufélagið Víkingur nelle competizioni ufficiali della stagione 2023.

## Stagione
- In campionato il Víkingur conclude sia il girone di andata che di ritorno al primo posto. Con tre giornate di anticipo si aggiudica la vittoria del settimo campionato della propria storia.[1]
- In Coppa d'Islanda la squadra di Reykjavík giunge in finale contro il KA Akureyri e vince 3-1. Si tratta del quinto titolo, il terzo consecutivo, per la squadra della capitale.
- In Coppa di Lega la squadra di Gunnlaugsson viene sconfitta in semifinale dal Valur.[2]
- La Supercoppa d'Islanda vede trionfare il Breiðablik ai danni del Víkingur, che viene sconfitto per 3-2.[3]
- In Conference League gli islandesi vengono eliminati al primo turno dai lettoni del Riga FC con un risultato complessivo di 2-1.[4]

## Maglie e sponsor
Lo sponsor tecnico è Macron, mentre quello ufficiale è Húsasmiðjan.
| Casa | Trasferta |

## Rosa
Rosa dal sito ufficiale.
| N. |                        | Ruolo | Calciatore               |
| -- | ---------------------- | ----- | ------------------------ |
| 1  | Islanda (bandiera)     | P     | Ingvar Jónsson           |
| 3  | Islanda (bandiera)     | D     | Logi Tómasson            |
| 4  | Svezia (bandiera)      | D     | Oliver Ekroth            |
| 5  | Stati Uniti (bandiera) | D     | Kyle McLagan             |
| 6  | Fær Øer (bandiera)     | D     | Gunnar Vatnhamar         |
| 7  | Islanda (bandiera)     | A     | Erlingur Agnarsson       |
| 8  | Islanda (bandiera)     | C     | Viktor Örlygur Andrason  |
| 9  | Islanda (bandiera)     | A     | Helgi Guðjónsson         |
| 10 | El Salvador (bandiera) | A     | Pablo Punyed             |
| 11 | Islanda (bandiera)     | C     | Gísli Þórðarson          |
| 12 | Islanda (bandiera)     | D     | Halldór Smári Sigurðsson |
| 15 | Islanda (bandiera)     | A     | Arnór Borg Gudjohnsen    |

| N. |                      | Ruolo | Calciatore                 |
| -- | -------------------- | ----- | -------------------------- |
| 16 | Islanda (bandiera)   | P     | Þórður Ingason             |
| 17 | Islanda (bandiera)   | C     | Ari Sigurpálsson           |
| 18 | Islanda (bandiera)   | C     | Birnir Snær Ingason        |
| 19 | Islanda (bandiera)   | A     | Danijel Djurić             |
| 21 | Islanda (bandiera)   | C     | Aron Þrándarson            |
| 22 | Islanda (bandiera)   | D     | Karl Friðleifur Gunnarsson |
| 23 | Danimarca (bandiera) | A     | Nikolaj Hansen (capitano)  |
| 24 | Islanda (bandiera)   | D     | Davíð Örn Atlason          |
| 26 | Islanda (bandiera)   | C     | Sveinn Gísli Þórkelsson    |
| 27 | Islanda (bandiera)   | A     | Matthías Vilhjálmsson      |
| 99 | Islanda (bandiera)   | P     | Uggi Jóhann Audunsson      |

## Risultati

### Besta Deild

#### Girone di andata
| Arbitro: | Jónasson |

|  |           |                       |
|  | Marcatori | 31’ Hansen 70’ Ekroth |

| Arbitro: | Thrastarson |

|                        |           |  |
| Ingason 10’ Ekroth 15’ | Marcatori |  |

| Arbitro: | Gudmundsson |

|                                         |           |  |
| Tómasson 32’ Ingason 68’ Gudjohnsen 73’ | Marcatori |  |

| Arbitro: | Þórarinsson |

|               |           |  |
| Vatnhamar 88’ | Marcatori |  |

| Arbitro: | Jónsson |

|                                                            |           |           |
| Punyed 26’ Agnarsson 57’ Gudmundsson 63’ (aut.) Djurić 71’ | Marcatori | 65’ Blair |

| Arbitro: | Jónasson |

|  |           |              |
|  | Marcatori | 90+5’ Hansen |

| Arbitro: | Gudmundsson |

|                       |           |  |
| Ingason 6’ Hansen 22’ | Marcatori |  |

| Arbitro: | Árnason |

|            |           |                         |
| Wöhler 86’ | Marcatori | 29’ Andrason 75’ Hansen |

| Arbitro: | Þórarinsson |

|                                |           |                                    |
| Hansen 68’ Schram 90+2’ (aut.) | Marcatori | 59’, 62’ Haraldsson 73’ Jóhannsson |

| Arbitro: | Kristjánsson |

|                              |           |                          |
| Eyjólfsson 90+6’ Olsen 90+7’ | Marcatori | 14’ Djurić 45+3’ Ingason |

| Arbitro: | Jónsson |

|                                      |           |                    |
| Agnarsson 21’ Djurić 29’ Ingason 34’ | Marcatori | 41’ (rig.) Saraiva |

#### Girone di ritorno
| Arbitro: | Thrastarson |

|                        |           |  |
| Atlason 29’ Djurić 36’ | Marcatori |  |

| Arbitro: | Gudmundsson |

|                  |           |                                                  |
| Borgthórsson 11’ | Marcatori | 10’ Vilhjálmsson 52’ Andrason 90+5’ Sigurpálsson |

| Arbitro: | Jónasson |

|                                     |           |                                    |
| Magnússon 5’, 13’ Ekroth 51’ (aut.) | Marcatori | 8’ (rig.), 90+6’ Hansen 12’ Djurić |

| Arbitro: | Eiríksson |

|  |           |                                                   |
|  | Marcatori | 3’, 47’ Vilhjálmsson 37’ Ingason 86’ Sigurpálsson |

| Arbitro: | Kristjánsson |

|                 |           |                               |
| Finnbogason 60’ | Marcatori | 22’ Guðjónsson 57’ Þrándarson |

| Arbitro: | Jónsson |

|                                                                               |           |  |
| Hansen 10’ Ingason 13’ Punyed 27’, 87’ Vilhjálmsson 72’ Guðjónsson 82’ (rig.) | Marcatori |  |

| Arbitro: | Thrastarson |

|                |           |                                |
| Finnbogason 3’ | Marcatori | 29’, 42’ Ingason 86’ Agnarsson |

| Arbitro: | Ahmed |

|                                                                            |           |             |
| Vatnhamar 10’, 38’ Djurić 30’ Guðjónsson 40’ Jónsson 69’ (aut.) Hansen 88’ | Marcatori | 75’ Palsson |

| Arbitro: | Eiríksson |

|  |           |                                               |
|  | Marcatori | 3’ Hansen 27’ Ingason 65’ Tómasson 75’ Djurić |

| Arbitro: | Þórarinsson |

|                                                                      |           |                                          |
| Hansen 23’ Þrándarson 36’ Djurić 48’ Vilhjálmsson 64’ Guðjónsson 69’ | Marcatori | 42’ Hlynsson 72’ Orrason 75’ Kristinsson |

| Arbitro: | Einarsson |

|                                  |           |                                          |
| Ekroth 28’ (aut.) A. Ingason 53’ | Marcatori | 29’ B. Ingason 39’ Þrándarson 75’ Djurić |

#### Poule scudetto
| Arbitro: | Eiríksson |

|                          |           |                                 |
| Þrándarson 9’ Djurić 31’ | Marcatori | 53’ Breki Andrésson 73’ Jónsson |

| Arbitro: | Thrastarson |

|                                                |           |             |
| Einarsson 36’ Gunnlaugsson 42’ Svanþórsson 90’ | Marcatori | 86’ Ingason |

| Arbitro: | Kristjánsson |

|                           |           |                |
| Þrándarson 80’ Hansen 83’ | Marcatori | 31’ Sverrisson |

| Arbitro: | Ahmed |

|                                    |           |                |
| Guðmundsson 4’, 61’ Halldórsson 7’ | Marcatori | 78’ Guðjónsson |

| Arbitro: | Eiriksson |

|                                             |           |               |
| Agnarsson 34’, 48’, 79’ Þrándarson 53’, 56’ | Marcatori | 8’ Jóhannsson |

### Bikar karla
| Arbitro: | Ahmed |

|                                                                                       |           |                             |
| Gudjohnsen 16’, 74’ Steingrímsson 39’ (aut.) Djurić 42’ Guðjónsson 61’ Þórkelsson 64’ | Marcatori | 41’ Ingvason 50’ Heidarsson |

| Arbitro: | Eiríksson |

|                             |           |                       |
| Guðjónsson 12’ Tómasson 54’ | Marcatori | 20’ (aut.) Þórkelsson |

| Arbitro: | Jónasson |

|                  |           |                                |
| Kristjánsson 16’ | Marcatori | 5’ Guðjónsson 46’ Sigurpálsson |

| Arbitro: | Þrastarson |

|                                                    |           |               |
| Þrándarson 18’ Agnarsson 20’ Sigurpálsson 80’, 85’ | Marcatori | 60’ Andrésson |

| Arbitro: | Jónasson |

|                                                  |           |             |
| Vilhjálmsson 38’ Þrándarson 72’ Sigurpálsson 84’ | Marcatori | 82’ Árnason |

### Deildabikar

#### Fase a gironi
| Arbitro: | Gudmundsson |

|                                                |           |            |
| McAusland 12’ (aut.) Hansen 39’ Guðjónsson 90’ | Marcatori | 23’ Diouck |

| Arbitro: | Jónsson |

|                          |           |                   |
| Hansen 3’ Guðjónsson 81’ | Marcatori | 48’ Sigurgeirsson |

| Arbitro: | Stefánsson |

|  |           |                                                     |
|  | Marcatori | 16’ Vilhjálmsson 32’ Hansen 59’ (aut.) Hallgrimsson |

| Arbitro: | Kristjánsson |

|                |           |  |
| Guðjónsson 11’ | Marcatori |  |

| Arbitro: | Thórdarson |

|  |           |                                        |
|  | Marcatori | 53’ Tómasson 60’ Gudjohnsen 61’ Hansen |

#### Fasi finali
| Arbitro: | Gudmundsson |

|  |           |                 |
|  | Marcatori | 90+1’ Heimisson |

### UEFA Europa Conference League

#### Qualificazioni
| Arbitro: | Owen |

|                          |           |  |
| D. Aurélio 31’ Regža 52’ | Marcatori |  |

| Arbitro: | Dudic |

|                |           |  |
| Guðjónsson 83’ | Marcatori |  |

### Supercoppa d'Islanda
| Arbitro: | Eiríksson |

|                                                |           |                          |
| Eyjólfsson 14’ Johannesen 36’ Gunnlaugsson 81’ | Marcatori | 77’ (rig.), 90+3’ Hansen |